# Histoire/Geschichte
Histoire/Geschichte е учебник по история от три части излизащ в два идентични варианта на немски и френски език. Целевата група са ученици в гимназиалните класове (Gymnasiale Oberstufe и Classe de Terminale). През 2006 г. излиза първата част, обхващаща периода след края на Втората световна война със заглавие: „Европа и светът след 1945“, а през 2008 г. – втората част: „Европа и светът от Виенския конгрес до 1945“. Отпечатването на трета част, засягаща времето от античността до Наполеон, е предвидено за 2009 г.
Histoire/Geschichte е официално одобрено учебно помагало както във Франция, така и в Германия, като в Германия е и въобще единственият учебник по история допуснат във всички федерални провинции. Идеята за проекта е представена през 2003 г. пред Немско-френския младежки парламент и е подкрепена от Германското външно министерство и Френското министерство на образованието. Автори на учебника са петима историци от Франция и петима от Германия.

## Издания
- Histoire/Geschichte – Europa und die Welt seit 1945, Ernst Klett, Leipzig, 2006 – ISBN 3-12-416510-1
- Histoire/Geschichte – Europa und die Welt vom Wiener Kongress bis 1945, Ernst Klett, Leipzig, 2008 – ISBN 978-3-12-416511-4 (идентично с 3-12-416511-X)

- Histoire/Geschichte – L'Europe et le monde depuis 1945, Éditions Nathan, Paris, 2006 – ISBN 3-12-416520-9
- Histoire/Geschichte – L'Europe et le monde du congrès de Vienne à 1945, Éditions Nathan, Paris, 2008 – ISBN 978-3-12-416521-3 (идентично с 3-12-416521-7)